# Гральний дім (Голованівськ)
Гральний дім — пам'ятка архітектури місцевого значення в смт Голованівськ Кіровоградської області, внесена до обласного реєстру за охоронним номером 121-Кв.

## Історія
Двоповерховий будинок для проведення азартних ігор в Голованівську було споруджено 1908 року.
На початку 1930-х років у будівлі розміщувалось керівництво місцевої Спілки колгоспників — фактичного штабу проведення колективізації в районі. В 1936 році на з'їзді голів колгоспів Голованівського району тут виступав перший секретар ЦК КП(б)У Станіслав Косіор.
Нині в будівлі розміщується райагропром. Першопочаткове внутрішнє планування будинку не збереглось.

## Опис
Фасади будинку оформлені у цегляному стилі. Декор головного фасаду насичений деталями, виконаними з білої цегли місцевого виробництва. Центральна та бокові вертикальні площини увінчані аттиками з вазами. Над входом другого поверху розташований просторий балкон з ажурною кованою решіткою.